# Ken Mosdell
Kenneth „Kenny“ Mosdell (* 13. Juli 1922 in Montreal, Québec; † 5. Januar 2006 ebenda) war ein kanadischer Eishockeyspieler, der im Verlauf seiner aktiven Karriere zwischen 1937 und 1960 unter anderem 773 Spiele für die Brooklyn Americans, Canadiens de Montréal und Chicago Black Hawks in der National Hockey League auf der Position des Centers bestritten hat. Mosdell gewann während seiner 16 Spielzeiten in der NHL insgesamt viermal den Stanley Cup – alle zwischen 1946 und 1959 mit den Canadiens de Montréal. Darüber hinaus war der fünffache All-Star der letzte aktive Spieler, der für das Franchise der New York/Brooklyn Americans gespielt hatte. Ebenso war Mosdell bis zur großen Expansion der NHL im Jahr 1967 der letzte Spieler, der für ein anderes als die sogenannten „Original-Six“-Franchises aufgelaufen war.

## Karriere
Mosdell verbrachte seine Juniorenzeit in seiner Geburtsstadt Montreal, wo er zwischen 1939 und 1941 für den Royal Montréal Hockey Club spielte. Mit der Juniorenmannschaft lief der Mittelstürmer hauptsächlich in der Ligue de hockey junior du Québec, dem Vorläufer der Ligue de hockey junior majeur du Québec, auf. Im Jahr 1941 nahm er mit der Mannschaft am Memorial Cup teil, wo er das Team mit 26 Scorerpunkten bis ins Finale führte, wo es jedoch den Winnipeg Rangers um Glen Harmon unterlag. Während dieser Zeit debütierte der Angreifer auch im Seniorenbereich, wo er vereinzelt für die Herrenmannschaft der Royaux in der Ligue de hockey senior du Québec auflief.
Die Leistung im Memorial Cup machte schließlich auch die National Hockey League auf den 19-Jährigen aufmerksam, und so sicherten sich die Brooklyn Americans im Oktober 1941 die Dienste des Free Agents. Mosdell debütierte zum Beginn der Saison 1941/42 für die Americans und bestritt 41 Spiele für das in unruhigen Fahrwassern befindliche Franchise. Aufgrund des Zweiten Weltkriegs wurde Mosdell im Sommer 1942 ins Militär eingezogen und leistete seinen Dienst zwischen 1942 und 1944 in der Royal Canadian Air Force ab, wo er in Montreal und Lachine stationiert war. Dem Eishockeysport blieb er während dieser Zeit – wenn auch nicht in der NHL – treu und spielte für die Teams der RCAF in der Ligue de hockey senior du Québec.

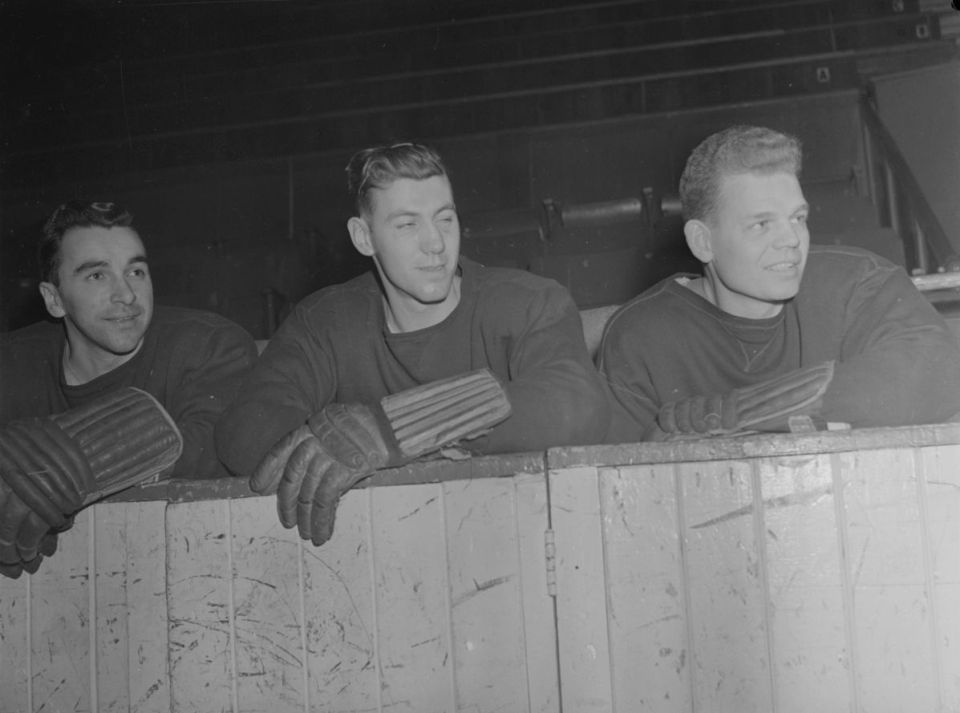
Mosdell mit Ray Getliffe und Bob Fillion (von links) im Trikot der Canadiens de Montréal (1945)

Nach Ableistung seines Wehrdienstes erhielt der Kanadier die Chance beim NHL-Franchise seiner Geburtsstadt, den Canadiens de Montréal, zu spielen, die seine Transferrechte im September 1943 von den Brooklyn Americans erworben hatten, nachdem diese den Spielbetrieb ab dem Jahr 1942 nicht mehr fortgesetzt hatten. Bei den Canadiens gelang dem Jungspieler zu Beginn nur schwerlich der Durchbruch. Zwar verbrachte er die gesamte Spielzeit 1944/45 im NHL-Kader Montréals, doch zu Beginn des folgenden Spieljahres wurde er gemeinsam mit Frank Eddolls und einer nicht bekannten Geldsumme an die Buffalo Bisons aus der American Hockey League ausgeliehen, während die Bisons im Gegenzug Larry Thibeault an die Franko-Kanadier verliehen. Dennoch kehrte Mosdell im Verlauf der Saison zu den Canadiens zurück und trug während der Stanley-Cup-Playoffs 1946 vier Tore und eine Vorlage zum Gewinn des gleichnamigen Pokals bei. In der Folge erhielt der Stürmer einen Stammplatz im Kader Montréals, obwohl er den Großteil der Saison 1947/48 aufgrund einer im August 1947 erlittenen Knieverletzung in einem Softballspiel verpasste. Trotz seiner defensiv ausgelegten Rolle erhielt er in den Jahren 1951 und 1952 seinen ersten beiden Einladungen zum NHL All-Star Game. Insgesamt nahm er im Verlauf seiner Karriere an fünf solcher Spiele teil.
Nachdem er in den Stanley-Cup-Playoffs 1953 mit den Canadiens de Montréal erneut im Finale triumphiert und sich somit seinen zweiten Cup-Gewinn gesichert hatte, machten Mosdells Offensivstatistiken mit Beginn der Saison 1953/54 – auch aufgrund der Verletzungspausen von Elmer Lach – einen immensen Sprung nach oben. Nach 16 und 19 Scorerpunkten in den beiden Vorjahren und einer Karrierebestmarke von bis dato 31 Punkten – aufgestellt in der Saison 1950/51 – steigerte sich der Offensivspieler auf zunächst 46 Punkte, die er in der Spielzeit 1954/55 noch einmal um acht Punkte verbesserte. Sein versatiles Spiel bescherte ihm im Nachgang der beiden Spieljahre die Berufungen ins NHL First und Second All-Star Team. Am Ende der Stanley-Cup-Playoffs 1956 gewann Mosdell seinen dritten Stanley Cup mit den Habs und wurde anschließend an die Chicago Black Hawks abgegeben.
In einem von zahlreichen Spielerverkäufen von den Canadiens de Montréal an die Chicago Black Hawks im Frühsommer 1956 wechselte Mosdell gemeinsam mit Bud MacPherson für 30.000 US-Dollar in die „Windy City“. Montréal behielt sich allerdings das Recht vor, die Spieler bei Bedarf zurückholen zu können. Nach einer durchwachsenen Saison für den Kanadier, in der er in 25 Einsätzen für Chicago lediglich sechs Scorerpunkte erzielt hatte, holten die Canadiens ihren „verlorenen Sohn“ im September 1957 in seine Heimatstadt zurück. Da der mittlerweile 35-jährige Angreifer nicht mehr die Klasse früherer Jahre besaß, stand er nur noch bedingt im NHL-Kader, sondern spielte stattdessen wieder für seinen Stammklub, den Royal Montréal Hockey Club. Mosdell blieb allerdings Eigentum der Canadiens und kam so im Verlauf der Stanley-Cup-Playoffs 1959 zu seinen letzten drei NHL-Einsätzen, die mit seinem vierten Stanley-Cup-Triumph belohnt wurden. In der Saison 1959/60 ließ er seine Karriere bei den Royaux ausklingen, die sich inzwischen der Eastern Professional Hockey League angeschlossen hatten, nachdem sie in den Vorjahren Mitglied der Ligue de hockey senior du Québec gewesen waren.
Zum Zeitpunkt seines Karriereendes im Sommer 1960 war Mosdell der letzte aktive Spieler gewesen, der für das Franchise der New York/Brooklyn Americans in der National Hockey League gespielt hatte. Ebenso war er bis zur großen Expansion der NHL im Jahr 1967 der letzte Spieler, der für ein anderes als die sogenannten „Original-Six“-Franchises aufgelaufen war. Mosdell verstarb im Januar 2006 im Alter von 83 Jahren in seiner Geburtsstadt Montreal. Sein Gesundheitszustand hatte sich nach einem Schlaganfall drei Jahre zuvor stetig verschlechtert.

## Erfolge und Auszeichnungen
| - 1946 Stanley-Cup-Gewinn mit den Canadiens de Montréal - 1951 Teilnahme am NHL All-Star Game - 1952 Teilnahme am NHL All-Star Game - 1953 Stanley-Cup-Gewinn mit den Canadiens de Montréal - 1953 Teilnahme am NHL All-Star Game - 1954 NHL First All-Star Team | - 1954 Teilnahme am NHL All-Star Game - 1955 NHL Second All-Star Team - 1955 Teilnahme am NHL All-Star Game - 1956 Stanley-Cup-Gewinn mit den Canadiens de Montréal - 1959 Stanley-Cup-Gewinn mit den Canadiens de Montréal - 1959 LHSQ Second All-Star Team |

## Karrierestatistik
(Legende zur Spielerstatistik: Sp oder GP = absolvierte Spiele; T oder G = erzielte Tore; V oder A = erzielte Assists; Pkt oder Pts = erzielte Scorerpunkte; SM oder PIM = erhaltene Strafminuten; +/− = Plus/Minus-Bilanz; PP = erzielte Überzahltore; SH = erzielte Unterzahltore; GW = erzielte Siegtore; 1 Play-downs/Relegation; Kursiv: Statistik nicht vollständig)